# Angélique (instrument)
Pour les articles homonymes, voir Angélique.
L'angélique (de l'italien angelica) est un instrument à cordes pincées de la période baroque et de la famille du luth. Il combine des caractéristiques du luth, de la harpe et du théorbe.

## Description

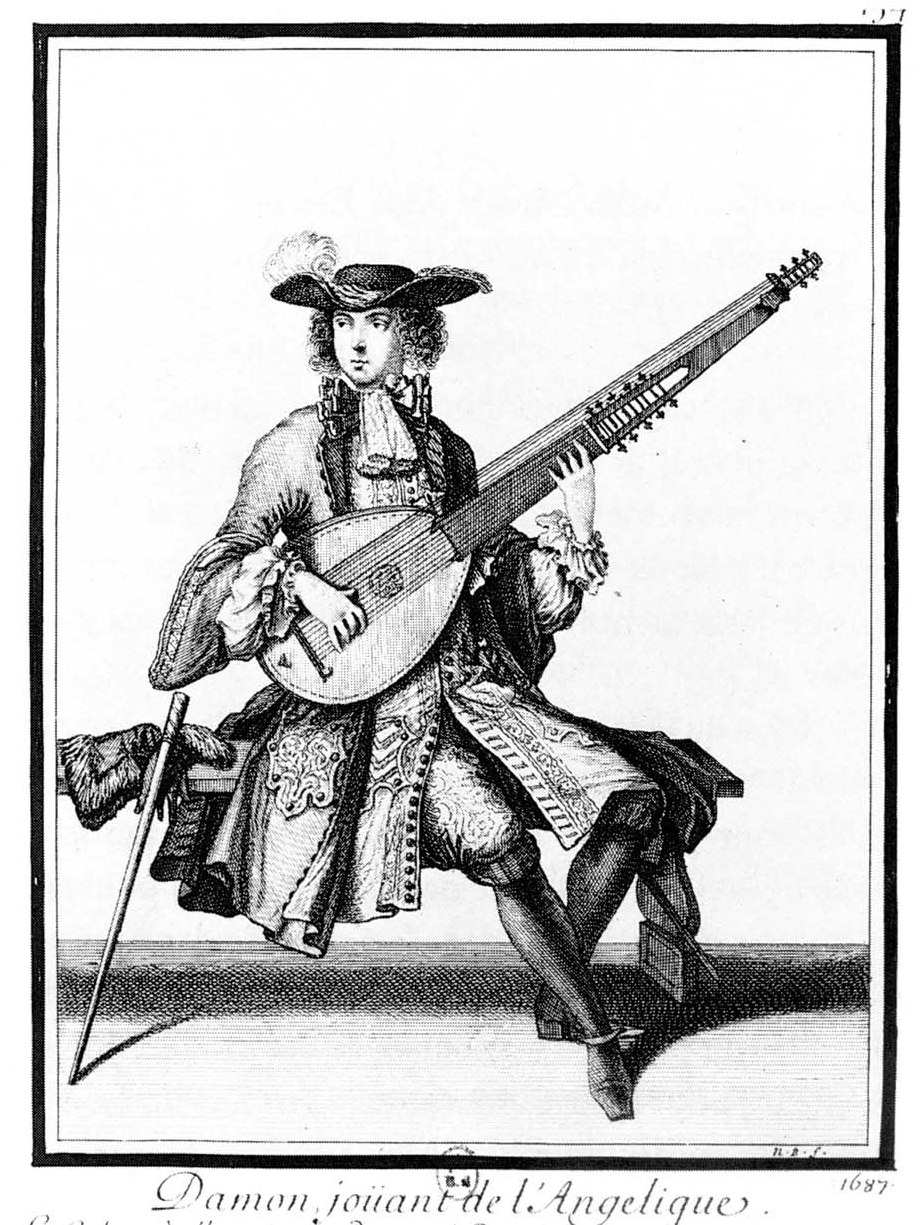
Musicien jouant de l'angélique.

L'angélique partage avec le luth l'aspect piriforme (en forme de poire) et une longueur vibrante de 54 à 70 centimètres. Contrairement au luth, l'angélique, dotée de quinze à dix-sept cordes était montée avec des cordes simples, et partageait avec le théorbe un manche étendu avec un deuxième cheviller pour huit à dix cordes graves.
Il n'existe que peu de musique conservée destinée à l'angélique, et seuls quelques instruments attestent que l'angélique a été florissante pendant la seconde moitié du XVIIe siècle et au début du XVIIIe siècle. Elle est citée pour la première fois par Michael Praetorius (Theatrum instrumentorum, pl.xxxvi), qui indique qu'elle était jouée comme une harpe, bien que la musique conservée ne présente pas de telles similitudes.
La musique pour angélique est notée en tablature française, la notation pour les cordes graves variant suivant les auteurs.
Le torban (en) ukrainien est un descendant de l'angélique.